# Foire aux questions
Pour les articles homonymes, voir FAQ (homonymie).
 (octobre 2024).
Si vous disposez d'ouvrages ou d'articles de référence ou si vous connaissez des sites web de qualité traitant du thème abordé ici, merci de compléter l'article en donnant les références utiles à sa vérifiabilité et en les liant à la section « Notes et références ».
Une foire aux questions, par rétroacronymie à partir de l’acronyme anglais FAQ pour Frequently Asked Questions (littéralement « questions fréquemment posées »), est une liste faisant la synthèse des questions posées de manière récurrente sur un sujet donné, accompagnées des réponses correspondantes, que l’on rédige afin d’éviter que les mêmes questions soient toujours reposées, et d’avoir à y répondre constamment. Cette pratique est essentiellement présente sur Internet, initialement sur Usenet, où elle tient de la tradition.
Dans son sens premier, ce terme se réfère exclusivement aux listes de questions et de réponses couramment rencontrées à propos d'un sujet précis. Toutefois, par abus de langage, il est parfois utilisé pour :
- un seul couple question / réponse ;
- des listes de questions / réponses qui ne sont pas toutes fréquemment posées ;
- tout document destiné à expliciter un certain sujet (mode d’emploi d’un appareil, analyse d’un texte, etc.).

On trouve sur Internet de nombreuses FAQ disponibles sur les sujets les plus variés. Certains sites les cataloguent et permettent de faire des recherches sur celles disponibles (Internet FAQ Consortium).